# Blanche Bingley
Blanche Bingley, zamężna Hillyard (ur. 3 listopada 1863 w Londynie, zm. 6 sierpnia 1946) – brytyjska tenisistka, sześciokrotna zwyciężczyni Wimbledonu w grze pojedynczej.

## Kariera tenisowa
Grała w tenisa w klubie sportowym z londyńskiej dzielnicy Ealing – Ealing Lawn Tennis & Archery Club. W 1884 uczestniczyła w inauguracyjnym turnieju wimbledońskim kobiet, dochodząc do półfinału. Rok później wygrała rywalizację pretendentek (tzw. All Comers) i stanęła do walki z broniącą tytułu Maud Watson, jednak właściwy finał (challenge round) przegrała 1:6, 5:7. Pierwsze zwycięstwo wimbledońskie w grze pojedynczej odniosła w 1886, rewanżując się Watson 6:3, 6:3. W kolejnych latach wielokrotnie występowała w meczach finałowych, przystępując do nich albo jako obrończyni tytułu, albo zwyciężczyni turnieju pretendentek. Zwycięstw w grze pojedynczej odniosła łącznie sześć, siedmiokrotnie kończyła mecz finałowy jako pokonana. Pięciokrotnie lepsza od niej w finale okazywała się Lottie Dod (najmłodsza mistrzyni Wimbledonu w 1887). Od 1888 występowała pod nazwiskiem małżeńskim Hillyard (mąż George Hillyard pełnił w latach 1907–1924 funkcję sekretarza All England Lawn Tennis & Crocquet Club, organizatora turnieju wimbledońskiego).
Ostatni finał w grze pojedynczej osiągnęła w wieku 38 lat, w 1901. Starty kontynuowała w kolejnych latach, jeszcze w 1906 wygrywając (po raz drugi w karierze po 1899) grę podwójną. Ostatni raz uczestniczyła w Wimbledonie w 1912. Z powodzeniem startowała także w turniejach poza Anglią, wygrywając trzykrotnie międzynarodowe mistrzostwa Irlandii (1888, 1894, 1897) i dwukrotnie międzynarodowe mistrzostwa Niemiec (1897, 1900).
W 2013 roku została przyjęta do Międzynarodowej Tenisowej Galerii Sławy.

## Osiągnięcia w turnieju wimbledońskim
- gra pojedyncza
  - zwycięstwa 1886, 1889, 1894, 1897, 1899, 1900
  - finały 1885, 1887, 1888, 1891, 1892, 1893, 1901
- gra podwójna
  - zwycięstwa 1899, 1906

Finały Wimbledonu w grze pojedynczej
- 1885 1:6, 5:7 z Maud Wilson
- 1886 6:3, 6:3 z Maud Wilson
- 1887 2:6, 0:6 z Charlotte Dod
- 1888 3:6, 3:6 z Charlotte Dod
- 1889 4:6, 8:6, 6:4 z Leną Rice
- 1891 2:6, 1:6 z Charlotte Dod
- 1892 1:6, 1:6 z Charlotte Dod
- 1893 8:6, 1:6, 4:6 z Charlotte Dod
- 1894 6:1, 6:1 z Edith Austin
- 1897 5:7, 7:5, 6:2 z Charlotte Cooper (później zamężna Sterry)
- 1899 6:2, 6:3 z Charlotte Cooper
- 1900 4:6, 6:4, 6:4 z Charlotte Cooper
- 1901 2:6, 2:6 z Charlotte Cooper-Sterry